# Miraguaí
Miraguaí là một đô thị thuộc bang Rio Grande do Sul, Brasil. Đô thị này có diện tích 130,425 km², dân số năm 2007 là 4869 người, mật độ 37,31 người/km².